# Tennis Girl
Tennis Girl er en berømt plakat, hvor en tennisspiller uskyldigt hiver op i nederdelen og dermed blotter sin ende. 
Motivet til den originale plakat blev taget til en kalender i september 1976 af Martin Elliott. 
Plakaten har solgt i to millioner eksemplarer og modellen på billedet er Elliotts daværende kæreste, den dengang 18-årige Fiona Butler nu Walker. 
Fotografiet er taget på en tennisbane i Edgbaston ved Universitetet i Birmingham, hvor den moderne form for tennis blev udviklet i 1859. 